# Bruno Bellone
 Bruno Bellone (Toulon, 1962. március 14. –) Európa-bajnok francia labdarúgó, csatár.

## Pályafutása

### Klubcsapatban
A Cannet-Rocheville csapatában kezdte a labdarúgást. 1980 és 1987 között az AS Monaco játékosa volt, ahol egy-egy bajnoki címet és francia kupagyőzelmet szerzett a csapattal. 1987-88-ban az AS Cannes, 1888-89-ben a Montpellier HSC, majd egy új idényre ismét a Cannes csapata következett. 1990-ben fejezte be az aktív labdarúgást.

### A válogatottban
1981 és 1988 között 34 alkalommal szerepelt a francia válogatottban és két gólt szerzett. A spanyolországi világbajnokságon a negyedik helyezett csapat tagja volt. 1984-ben a hazai rendezésű Európa-bajnokságon aranyérmes lett a válogatottal. 1986-os világbajnokságon Mexikóban ismét részt vett, ahol bronzérmet szerzett az együttessel.

## Sikerei, díjai
Franciaország
- Európa-bajnokság
  - aranyérmes: 1984, Franciaország
- Világbajnokság
  - bronzérmes: 1986, Mexikó
  - 4.: 1982, Spanyolország

 AS Monaco
- Francia bajnokság (Ligue 1)
  - bajnok: 1981–82
- Francia kupa (Coupe de France)
  - győztes: 1985